# Jan Stankovsky
Jan Stankovsky (* 10. Dezember 1934 in Brünn; † 18. Oktober 2013 in Wien) war ein österreichischer Wirtschaftsforscher.

## Leben
Stankovsky emigrierte 1955 aus der Tschechoslowakei und studierte an der Hochschule für Welthandel in Wien, wo er 1961 mit der Arbeit „Das Außenhandelssystem der Ostblockstaaten“ promovierte. Ab 1966 arbeitete er bis zu seiner Pensionierung 2000 am Österreichischen Institut für Wirtschaftsforschung (WIFO). Stankovsky war verheiratet und hatte 3 Kinder.
Sein zentrales Forschungsthema waren die internationalen Wirtschaftsbeziehungen Österreichs. Weitere Themenbereiche waren die Asienkrise der 1990er-Jahre, das amerikanische Integrationsabkommen, die Verschuldung Russlands, das Handelsschema der USA zur Verhinderung des Technologietransfers in die Oststaaten (COCOM-Regime) bis hin zu den Folgewirkungen von KSZE-Konferenzen, Standortfragen und die Rolle multinationaler Unternehmen.
Für sein wissenschaftliches Lebenswerk wurde er mit dem Titel „Professor“ ausgezeichnet.